# Сен-Жюльен-ан-Бошен
Сен-Жюлье́н-ан-Боше́н (фр. Saint-Julien-en-Beauchêne, окс. Sant Julian de Buechaine) — коммуна во Франции, находится в регионе Прованс — Альпы — Лазурный Берег. Департамент коммуны — Верхние Альпы. Входит в состав кантона Аспр-сюр-Бюэш. Округ коммуны — Гап.
Код INSEE коммуны — 05146.

## Население
Население коммуны на 2008 год составляло 124 человека.
| 1962 | 1968 | 1975 | 1982 | 1990 | 1999 | 2008 |
| ---- | ---- | ---- | ---- | ---- | ---- | ---- |
| 97   | 139  | 101  | 114  | 120  | 108  | 124  |

## Экономика

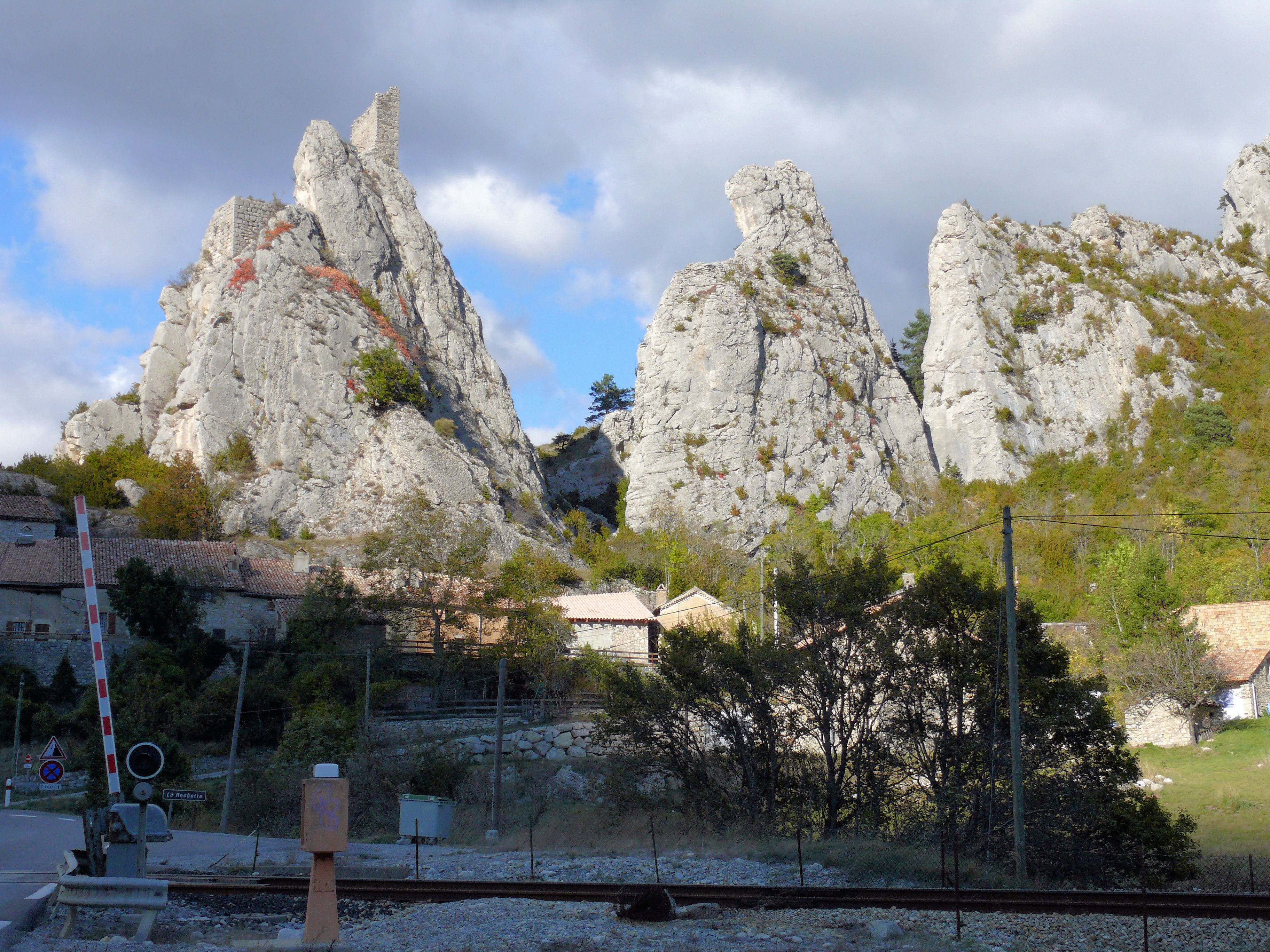

В 2007 году среди 85 человек в трудоспособном возрасте (15—64 лет) 54 были экономически активными, 31 — неактивными (показатель активности — 63,5 %, в 1999 году было 70,1 %). Из 54 активных работали 51 человек (32 мужчины и 19 женщин), безработными были 3 мужчин. Среди 31 неактивных 4 человека были учениками или студентами, 14 — пенсионерами, 13 были неактивными по другим причинам.